# Cromosomas salvajes (álbum)
Cromosomas salvajes es el cuarto disco del grupo musical Aviador Dro editado en el año 1985 por el sello "DRO" bajo la referencia DRO 4D-100.

Hasta la fecha todavía no ha sido editado en formato compact disc, aunque está previsto que el grupo reedite los discos que todavía no están en este formato que son, aparte de "Cromosomas Salvajes" los siguientes: "Ciudadanos del imperio" (1986) e "Ingravidez" (1988).
El 21 de septiembre de 2016, la discográfica polaca "Mecanica Records" anunció su relanzamiento en LP, CD y formato digital, produciéndose este el 5 de noviembre de 2016.
 En esta reedición se han añadido respecto a la original de 1985, los temas siguientes: El Color de tus Ojos al bailar (versión larga), La Ciudad en Movimiento (versión single), Autoduelo (Remix), Tejidos y Europa arde en mi interior.

## Lista de canciones
| N.º | Título                           | Escritor(es)                    | Duración |  |
| 1.  | «Himno Aéreo»                    | Servando Carballar              | 6:36     |  |
| 2.  | «La Ciudad en Movimiento»        | Servando Carballar, Manuel Guío | 7:18     |  |
| 3.  | «Cromosomas Salvajes»            | Servando Carballar              | 5:37     |  |
| 4.  | «El Color de tus Ojos al bailar» | Servando Carballar              | 4:00     |  |
| 5.  | «Aterriza en mí»                 | Servando Carballar              | 3:51     |  |
| 6.  | «Aelita»                         | Servando Carballar              | 4:25     |  |
| 7.  | «Autoduelo»                      | Servando Carballar              | 4:40     |  |